# Twerdopilla
Twerdopilla (ukr. Твердопілля) – dawny chutor na Ukrainie, w obwodzie lwowskim, w rejonie lwowskim (wcześniej w rejonie gródeckim). Obecnie zachodnia część wsi Rzeczyczany.
Miejscowość została założona jako niemiecka kolonia o nazwie Hartfeld (ukr. Гартфельд). W 1912 urodził się tam Johann Bäcker.
W okresie II Rzeczypospolitej leżała w gminie Białogóra. 11 maja 1939 roku została przemianowana na Turczyn, a w 1946 roku otrzymała nazwę Twerdopilla.